# Alma Pihl
Alma Theresia Pihl (Mosca, 15 novembre 1888 – Helsinki, 15 luglio 1976) è stata una designer finlandese.
È stata l'unica donna e uno dei più noti disegnatori di gioielli che ha lavorato per Fabergé.
Alma proveniva da una famosa famiglia di gioiellieri finlandesi che lavoravano per Fabergé, era figlia del mastro orafo Knut Oskar Pihl (1860-1897) e di Fanny Florentina Holmström (1869-1949), la figlia del mastro orafo August Wilhelm Holmström (1829-1903). Alla morte di August, suo figlio Albert (1846-1920) continuò l'attività del laboratorio di gioielleria.
Nel 1909 poiché, come ha ricordato un amico, "non era molto brava in cucina", Alma ebbe il compito di disegnare nel libro registro i gioielli realizzati nella bottega dello zio. Nel 1911 divenne una designer del laboratorio, una posizione che mantenne anche dopo il suo matrimonio nel 1912 con Nikolaj Klee (1879-1960).
La riscoperta di due uova di Pasqua Fabergé e del libro registro di Holmstrom, per lungo tempo ritenuto perduto, ha rivelato che Alma era una progettista di singolare originalità.

## Opere

### Fiori di brina
A lei sono ascrivibili molti pezzi di alta gioielleria tra i quali i più famosi sono la collezione di gioielli "fiori di brina" o "fiocchi di neve", in platino argenteo riccamente incastonati con piccoli diamanti taglio rosetta.
Si trattò del suo primo grande progetto; la nipote di Alma, Lydia Pihl ha raccontato che Alma ricordava in maniera molto vivida il giorno del 1912 quando, dall'Ufficio di Nobel, arrivò l'ordine di realizzare con molta urgenza quaranta piccoli pezzi, preferibilmente spille, con un nuovo disegno e materiali non troppo costosi in modo da non poter essere considerati tangenti.
Improvvisamente ebbe l'ispirazione dai i cristalli di ghiaccio che in quei giorni erano molto frequenti sui vetri delle finestre piene di spifferi.
Il successo dei "fiori di brina" è sorprendente per diverse ragioni: lei era una designer appena uscita dal suo apprendistato; la reputazione dei designer dell'azienda era basata sulle loro superbe re-interpretazioni di stili storici, non su progetti innovativi tratti dalla quotidianità; infine il ghiaccio era un concetto raro nelle arti decorative, quindi c'erano pochi precedenti da cui trarre ispirazione.
I gioielli per Nobel furono i primi di numerosi "fiori di brina", progettati da Alma per evocare il brutale inverno russo catturando con quarzo e diamanti la bellezza fredda e fragile dello scintillio di ghiaccio, neve e gelo.
La Fabergé produsse talmente tanti pezzi basati su questa idea che alla fine divenne "un vero stereotipo e... un compito noioso per la povera designer".

### Uovo di ghiaccio Nobel e Uovo dell'inverno

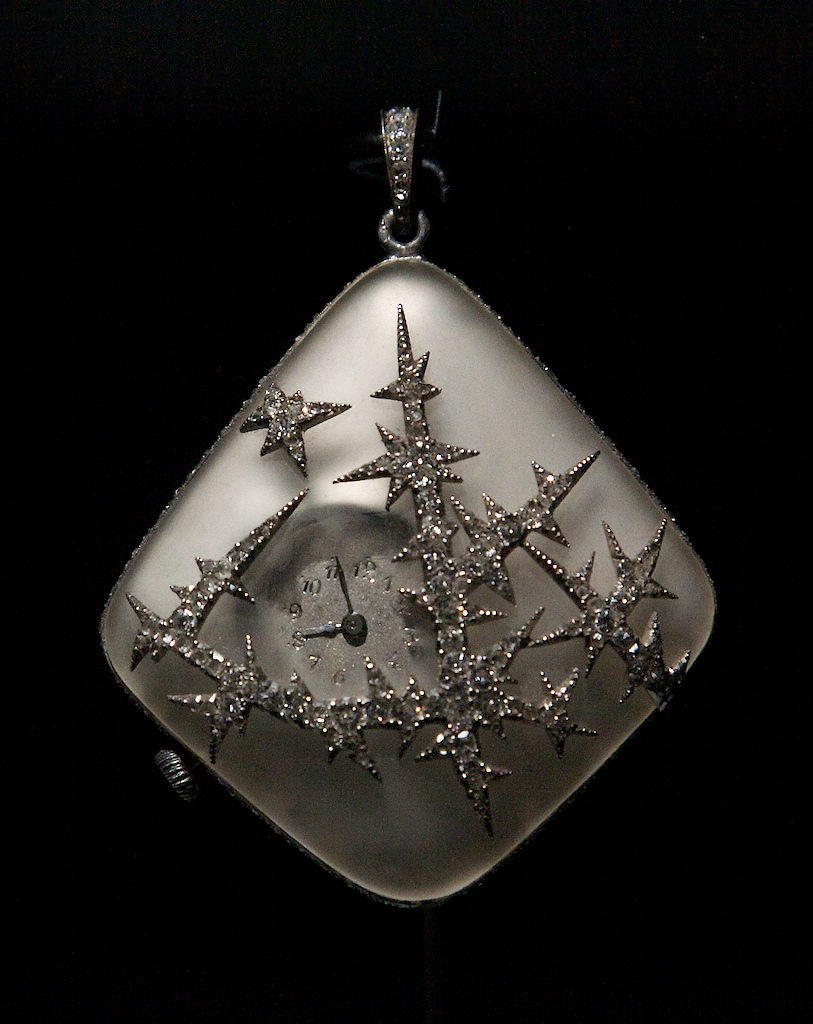
Sorpresa nell'Uovo di ghiaccio Nobel.

Prima di annoiarsi troppo Alma utilizzò il tema dell'inverno e del ghiaccio per altri due capolavori.
La glaciale opalescenza dell'Uovo di ghiaccio Nobel, che fu fatto per Emanuel Nobel e da questi regalato "ad un amico"; chiaramente correlato all'imperiale Uovo dell'inverno, con il quale, pur non avendone il fascino e il realismo, condivide l'ispirazione e la tecnica nell'esecuzione dei cardini all'interno dei bordi scalettati.
Nobel fece i suoi ordini nel maggio 1912, mentre la Fabergé cercava nuove idee per le uova di Pasqua imperiali che lo zar Nicola II avrebbe regalato a sua madre e a sua moglie l'anno successivo.
L'Uovo dell'inverno, che nel 1913 fu regalato alla madre dello Zar Marija Fëdorovna Romanova, è un delizioso capriccio di cristallo di rocca inciso, decorato con brina e ghiaccioli di platino e diamanti, che Alma ha disegnato nel 1912 utilizzando i progetti Nobel come punto di partenza.

### Uovo mosaico
Anche l'uovo per la zarina Aleksandra del 1914 è una creazione di Alma Theresia Pihl, che lo disegnò come un mosaico di gemme colorate ispirata dalla luce del camino che attraversava un ricamo che la suocera stava eseguendo.
L'originalità dell'opera di Alma Theresia Pihl è ben rappresentata dall'Uovo mosaico, che combina un tema domestico e femminile ad una sofisticata tecnica di realizzazione, che fu curata dal mastro orafo Albert Holmström, zio di Alma.

## L'esilio e la morte
Purtroppo, la sua carriera di designer fu interrotta dalla Rivoluzione russa del 1917. La Fabergé fu chiusa dal nuovo regime e i suoi artisti dispersi in esilio. Nel 1921 Alma ed il marito ottennero il permesso di espatriare in Finlandia dove, dal 1928 al 1951 insegnò arte in una scuola secondaria a Kuusankoski. Morì a Helsinki nel 1976.